# Emballotheca buskii
Emballotheca buskii är en mossdjursart som beskrevs av Rogick 1955. Emballotheca buskii ingår i släktet Emballotheca och familjen Parmulariidae. Inga underarter finns listade i Catalogue of Life.